# Atletica leggera ai Giochi della XXXIII Olimpiade - Salto in lungo maschile
Ai Giochi della XXXIII Olimpiade la competizione di Salto in lungo maschile si è svolta nei giorni 4 e 6 agosto 2024 presso lo Stade de France di Parigi.

## Presenze ed assenze dei campioni in carica
| Competizione         | Atleta                | Prestazione | Parigi 2024 |
| -------------------- | --------------------- | ----------- | ----------- |
| Olimpiadi 2020       | Miltiadīs Tentoglou   | 8,41 m      | Presente    |
| Africani 2022        | Thalosang Tshireletso | 7,82 m      | Non qual.   |
| Commonwealth 2022    | Laquan Nairn          | 8,08 m      | Non selez.  |
| Asiatici 2022        | Wang Jianan           | 8,22 m      | Presente    |
| Panamericani 2023    | Arnovis Dalmero       | 8,08 m      | Presente    |
| Mondiali 2023        | Miltiadīs Tentoglou   | 8,52 m      | Presente    |
| Europei 2024         | Miltiadīs Tentoglou   | 8,65 m      | Presente    |
|                      |                       |             |             |
| Mondiali junior 2022 | Erwan Konaté          | 8,08 m      | Non selez.  |

Graduatoria mondiale
In base alla classifica della Federazione mondiale, i migliori atleti iscritti alla gara erano i seguenti:
| Pos. | Atleta              | Punti | Note |
| ---- | ------------------- | ----- | ---- |
| 1    | Miltiadīs Tentoglou | 1446  |      |
| 2    | Carey McLeod        | 1372  |      |
| 4    | Tajay Gayle         | 1349  |      |

## Risultati

### Qualificazione
Qualificazione: 8,15m (Q) o le migliori 12 misure (q).
Domenica 4 agosto 2024, ore 11:00.
| Pos. | Gruppo | Nome                       | Nazionalità               | Salti           | Salti       | Salti       | Risultato     | Note |
| Pos. | Gruppo | Nome                       | Nazionalità               | 1°              | 2°          | 3°          | Risultato     | Note |
| ---- | ------ | -------------------------- | ------------------------- | --------------- | ----------- | ----------- | ------------- | ---- |
| 1    | A      | Miltiadīs Tentoglou        | Grecia                    | 8,32 (-0,6 m/s) | —           | —           | 8,32 m (-0,6) | Q    |
| 2    | B      | Radek Juška                | Rep. Ceca                 | 7,85 (0,0)      | 8,15 (+0,7) | —           | 8,15 m (+0,7) | , Q  |
| 3    | B      | Wang Jianan                | Cina                      | 8,12 (+0,5)     | —           | x (0,0)     | 8,12 m (+0,5) | , q  |
| 4    | B      | Simon Ehammer              | Svizzera                  | 7,69 (+0,2)     | 8,09 (-0,3) | 6,62 (-2,9) | 8,09 m (-0,3) | q    |
| 5    | B      | Filip Pravdica             | Croazia                   | 7,68 (+0,7)     | 8,04 (+1,0) | 7,59 (-0,7) | 8,04 m (+1,0) | q    |
| 6    | A      | Mattia Furlani             | Italia                    | 8,01 (+0,1)     | 7,95 (-1,6) | x (+0,3)    | 8,01 m (+0,1) | q    |
| 7    | B      | Wayne Pinnock              | Giamaica                  | 7,96 (+1,6)     | 7,72 (+0,6) | 7,68 (-2,4) | 7,96 m (+1,6) | q    |
| 7    | A      | Jacob Fincham-Dukes        | Gran Bretagna             | x (-0,9)        | 7,38 (-0,9) | 7,96 (-0,1) | 7,96 m (-0,1) | q    |
| 9    | B      | Zhang Mingkun              | Cina                      | 7,91 (+1,5)     | 7,88 (+1,1) | 7,92 (0,0)  | 7,92 m (0,0)  | q    |
| 9    | B      | Arnovis Dalmero            | Colombia                  | 7,92 (+1,3)     | 7,83 (+0,7) | 7,78 (+2,2) | 7,92 m (+1,3) | q    |
| 11   | A      | Carey McLeod               | Giamaica                  | 7,77 (-1,2)     | 7,90 (-0,2) | x (-0,1)    | 7,90 m (-0,2) | q    |
| 11   | A      | Simon Batz                 | Germania                  | x (-1,3)        | 7,90 (+0,3) | 7,60 (-0,7) | 7,90 m (+0,3) | q    |
| 13   | A      | Emiliano Lasa              | Uruguay                   | 7,87 (-0,7)     | 7,58 (-0,8) | 7,70 (-1,2) | 7,87 m (-0,7) |      |
| 13   | A      | Bozhidar Sarâboyukov       | Bulgaria                  | x (-1,2)        | x (-1,0)    | 7,87 (+1,2) | 7,87 m (+1,2) |      |
| 15   | A      | Jeremiah Davis             | Stati Uniti               | 7,83 (-0,9)     | 7,78 (-0,6) | 7,78 (-0,7) | 7,83 m (-0,9) |      |
| 16   | B      | Thobias Montler            | Svezia                    | x (+1,2)        | x (+0,5)    | 7,82 (+0,3) | 7,82 m (+0,3) |      |
| 17   | A      | Yuki Hashioka              | Giappone                  | x (-0,4)        | 7,72 (-1,2) | 7,81 (0,0)  | 7,81 m (0,0)  |      |
| 18   | B      | Christopher Mitrevski      | Australia                 | 7,66 (+0,8)     | 7,79 (+0,3) | 6,47 (-1,6) | 7,79 m (+0,3) |      |
| 19   | B      | Tajay Gayle                | Giamaica                  | 7,78 (-1,3)     | 7,68 (-0,2) | 7,63 (+0,7) | 7,78 m (-1,3) |      |
| 20   | A      | Anvar Anvarov              | Uzbekistan                | 7,57 (-0,8)     | 7,77 (-0,7) | 7,77 (-0,4) | 7,77 m (-0,7) |      |
| 21   | B      | Malcolm Clemons            | Stati Uniti               | 7,72 (+1,5)     | 7,46 (-0,6) | 7,72 (-0,1) | 7,72 m (-0,1) |      |
| 22   | B      | Lin Yu-Tang                | Taiwan                    | 7,70 (-0,6)     | x (+0,4)    | 7,66 (+0,1) | 7,70 m (-0,6) |      |
| 22   | A      | Jovan Van Vuuren           | Sudafrica                 | 7,70 (-0,5)     | x (-1,2)    | 7,41 (-0,5) | 7,70 m (-0,5) |      |
| 24   | A      | Shi Yuhao                  | Cina                      | 7,68 (-0,6)     | 7,30 (-0,9) | 7,68 (-0,4) | 7,68 m (-0,6) |      |
| 25   | A      | Alejandro Parada           | Cuba                      | 7,62 (+0,5)     | 7,02 (-1,0) | x (-1,0)    | 7,62 m (+0,5) |      |
| 26   | B      | Jeswin Aldrin              | India                     | x (+0,4)        | x (+0,2)    | 7,61 (-0,1) | 7,61 m (-0,1) |      |
| 27   | A      | Liam Adcock                | Australia                 | 7,41 (-0,3)     | 7,56 (-0,5) | 7,29 (-0,8) | 7,56 m (-0,5) |      |
| 28   | B      | Tom Campagne               | Francia                   | 7,50 (-0,8)     | x (+1,5)    | 7,51 (+0,3) | 7,51 m (+0,3) |      |
| 29   | A      | Mohammad Amin Alsalami     | Atleti Olimpici Rifugiati | 7,03 (-1,1)     | 7,24 (-0,4) | 7,24 (-1,0) | 7,24 m (-1,0) |      |
| 30   | A      | Petr Meindlschmid          | Rep. Ceca                 | 6,97 (-1,0)     | x (0,0)     | x (-0,1)    | 6,97 m (-1,0) |      |
| 31   | B      | Cheswill Johnson           | Sudafrica                 | x (+2,8)        | 4,49 (-0,6) | x (-1,8)    | 4,49 m (-0,6) |      |
|      | A      | Lucas Marcelino Dos Santos | Brasile                   | x (-1,0)        | x (+0,3)    | x (-0,7)    | nm            |      |
|      | B      | Jarrion Lawson             | Stati Uniti               | x (+0,3)        | x (+1,7)    | x (+0,3)    | nm            |      |

### Finale
| Record mondiale      | Mike Powell         | 8,95 m | Tokyo             | 30 agosto 1991  |
| Record olimpico      | Bob Beamon          | 8,90 m | Città del Messico | 18 ottobre 1968 |
| Capolista stagionale | Miltiadīs Tentoglou | 8,65 m | Roma              | 8 giugno 2024   |

Martedì 6 agosto, ore 20:15.
| Pos.    | Atleta              | Nazione       | Salti           | Salti       | Salti       | Salti           | Salti           | Salti           | Miglior Misura | Note |
| Pos.    | Atleta              | Nazione       | 1º              | 2º          | 3º          | 4º              | 5º              | 6º              | Miglior Misura | Note |
| ------- | ------------------- | ------------- | --------------- | ----------- | ----------- | --------------- | --------------- | --------------- | -------------- | ---- |
| Oro     | Miltiadīs Tentoglou | Grecia        | 8,27 (-0,5 m/s) | 8,48 (0,0)  | 8,24 (-0,4) | 8,36 (-0,6)     | 8,31 (+0,4)     | x (+0,2)        | 8,48 m (0,0)   |      |
| Argento | Wayne Pinnock       | Giamaica      | 7,84 (-1,1)     | 8,36 (-0,2) | 7,99 (0,0)  | 8,05 (+0,8)     | 8,24 (+0,9)     | 8,12 (-0,7)     | 8,36 m (-0,2)  |      |
| Bronzo  | Mattia Furlani      | Italia        | 8,34 (-1,0)     | 8,25 (+0,9) | x (-0,5)    | x (+0,1)        | 8,34 (+0,8)     | 8,27 (+0,7)     | 8,34 m (-1,0)  |      |
| 4       | Simon Ehammer       | Svizzera      | x (-0,6)        | 8,20 (-0,9) | 8,11 (+1,2) | 7,92 (+0,7)     | x (+1,7)        | x (-0,7)        | 8,20 m (-0,9)  |      |
| 5       | Jacob Fincham-Dukes | Gran Bretagna | 7,95 (+1,0)     | 8,14 (-1,4) | x (-0,5)    | x (-0,9)        | x (-0,2)        | 7,64 (+0,3)     | 8,14 m (-1,4)  |      |
| 6       | Simon Batz          | Germania      | 7,58 (-0,2)     | 8,07 (+0,1) | 7,79 (+0,2) | 7,71 (+0,8)     | 7,95 (+0,2)     | 7,94 (-0,7)     | 8,07 m (+0,1)  |      |
| 7       | Mingkun Zhang       | Cina          | 7,81 (-0,5)     | x (+0,3)    | 8,07 (+0,6) | x (-0,9)        | 7,93 (+0,6)     | x (-0,3)        | 8,07 m (+0,6)  |      |
| 8       | Jianan Wang         | Cina          | 7,96 (-0,1)     | x (0,0)     | 7,92 (-0,2) | x (0,0)         | —               | 8,03 (+0,3)     | 8,03 m (+0,3)  |      |
| 9       | Filip Pravdica      | Croazia       | 7,72 (-0,6)     | 7,90 (+0,8) | 7,87 (+0,9) | Non qualificati | Non qualificati | Non qualificati | 7,90 m (+0,8)  |      |
| 10      | Radek Juška         | Rep. Ceca     | 7,78 (-1,3)     | 7,69 (+0,2) | 7,83 (-0,6) | Non qualificati | Non qualificati | Non qualificati | 7,83 m (-0,6)  |      |
| 11      | Arnovis Dalmero     | Colombia      | x (-0,1)        | 7,83 (+0,2) | 7,74 (-1,3) | Non qualificati | Non qualificati | Non qualificati | 7,83 m (+0,2)  |      |
| 12      | Carey McLeod        | Giamaica      | 7,51 (-0,5)     | 7,16 (-1,6) | 7,82 (-1,8) | Non qualificati | Non qualificati | Non qualificati | 7,82 m (-1,8)  |      |